# Вурпер (комуна)
Вурпер (рум. Vurpăr) — комуна у повіті Сібіу в Румунії. До складу комуни входить єдине село Вурпер.
Комуна розташована на відстані 212 км на північний захід від Бухареста, 19 км на північний схід від Сібіу, 113 км на південний схід від Клуж-Напоки, 101 км на захід від Брашова.

## Населення
За даними перепису населення 2002 року у комуні проживали 2359 осіб.
Національний склад населення комуни:
| Національність | Кількість осіб | Відсоток |
| -------------- | -------------- | -------- |
| румуни         | 1298           | 55,0%    |
| цигани         | 1010           | 42,8%    |
| німці          | 50             | 2,1%     |

Рідною мовою назвали:
| Мова      | Кількість осіб | Відсоток |
| --------- | -------------- | -------- |
| румунська | 2307           | 97,8%    |
| німецька  | 50             | 2,1%     |
| циганська | 1              | < 0,1%   |

Склад населення комуни за віросповіданням:
| Релігія                                       | Кількість осіб | Відсоток |
| --------------------------------------------- | -------------- | -------- |
| православні                                   | 2154           | 91,3%    |
| баптисти                                      | 91             | 3,9%     |
| п'ятдесятники                                 | 80             | 3,4%     |
| лютерани (Аугсбурзького сповідання)           | 28             | 1,2%     |
| римо-католики                                 | 1              | < 0,1%   |
| адвентисти                                    | 1              | < 0,1%   |
| лютерани (Синодально-пресвітеріанська церква) | 1              | < 0,1%   |